# Parafroneta confusa
Parafroneta confusa là một loài nhện trong họ Linyphiidae.
Loài này thuộc chi Parafroneta. Parafroneta confusa được A. David Blest miêu tả năm 1979.